# سبنسر دوفال
سبنسر دوفال (بالإنجليزية: Spencer Duval) هو منافس ألعاب قوى بريطاني، ولد في 5 يناير 1970.

## وصلات خارجية
- سبنسر دوفال على موقع الاتحاد الدولي لألعاب القوى (الإنجليزية)
- سبنسر دوفال على موقع أوليمبيديا (الإنجليزية)
- سبنسر دوفال على موقع اللجنة الأولمبية البريطانية (الإنجليزية)